# Хатамов, Эгамназар
Эгамназар Хатамов — советский хозяйственный, государственный и политический деятель.

## Биография
Родился в 1933 году в Ташкентской области. Член КПСС.
С 1951 года — на хозяйственной, общественной и политической работе. В 1951—1983 гг. — сельскохозяйственный работник в Ташкентской области, председатель колхоза «Победа» Бекабадского района Ташкентской области, председатель Бекабадского райисполкома, первый секретарь Аккурганского райкома КП Узбекистана,первый секретарь Бекабадского райкома КП Узбекистана
Жил в Узбекистане.

## Награды и звания
- орден Трудового Красного Знамени (10.12.1973, 27.12.1976, 26.02.1981)